# Прокопьевка (Красноярский край)
Прокопьевка — деревня в Иланском районе Красноярского края. Входит в состав Новониколаевского сельсовета.

## История
Деревня была основана в 1896 году. По данным 1926 года в селе Прокопьевка имелось 200 хозяйств и проживало 1028 человек (497 мужчин и 531 женщина). В национальном составе населения преобладали русские. Функционировали школа I ступени и лавка общества потребителей. В административном отношении деревня являлась центром Прокопьевского сельсовета Амонашевского района Канского округа Сибирского края.

## Население
| 2010 |
| ---- |
| 169  |

Гендерный состав
По данным Всероссийской переписи населения 2010 года в гендерной структуре населения мужчины составляли 53,8 %, женщины — соответственно 46,2 %.
Национальный состав
Согласно результатам переписи 2002 года, в национальной структуре населения русские составляли 82 % из 220 чел.